# ترولوكس (مركب)
ترولوكس  (حمض 6-هيدروكسي-2،5،7،8-تيتيرا ميثيل كرومان-2-متيل) هي المركب المناظر ل فيتامين E للذوبان في الماء  والمباع من  قبل هوفمان لاروش .  وهو أحد مضادات الأكسدة مثل فيتامين (ه) ويستخدم في التطبيقات البيولوجية أو الكيميائية الحيوية لتقليل جهد الأكسدة أو التدمير. 
قدرة مضادات الأكسدة المكافئة لأكسدة الترلوإكس (TEAC) عبارة عن قياس لقوة مضادات الأكسدة استنادًا إلى ترلوإكس ، تقاس بوحدات تسمى معادلات ترلوكس (TE) ، على سبيل المثال: micromolTE / 100 جم.   
بسبب الصعوبات في قياس مكونات مضادات الأكسدة الفردية لخليط معقد (مثل العنب البري أو الطماطم) ، يتم استخدام مكافئ Trolox كمعيار لقدرة مضادات الأكسدة في هذا المزيج.  غالبًا ما يتم قياس معادلة Trolox باستخدام اختبار إزالة اللون من ABTS .   يستخدم اختبار TEAC لقياس قدرة مضادات الأكسدة للأطعمة والمشروبات والمكملات الغذائية.  الحد من قدرة الحديديك من البلازما (FRAP) هو مقايسات مضادة للأكسدة التي تستخدم ترولوكس كمعيار للقياس. 
اعتُبرت قدرة الامتصاص الجذري للأكسجين (ORAC) أن تكون مقياسًا بديلاً ، لكن وزارة الزراعة بالولايات المتحدة سحبت هذه التصنيفات في عام 2012 باعتبارها غير صالحة لاسباب بيولوجية ، مشيرة إلى أن "البيانات المتعلقة بقدرة مضادات الأكسدة للأغذية الناتجة عن المختبر" (اختبار- لا يمكن استقراء الطرق في التأثيرات الحية (البشرية)، وقد أسفرت التجارب السريرية لاختبار فوائد مضادات الأكسدة الغذائية عن نتائج مختلطة.  نحن نعرف الآن أن جزيئات مضادات الأكسدة الموجودة في الغذاء لها مجموعة واسعة من الوظائف ، والعديد منها لا يرتبط بالقدرة على امتصاص الجذور الحرة " 